# Нилмар
Ни́лмар Онора́то да Си́лва (порт.-браз. Nilmar Honorato da Silva; 14 июля 1984, Бандейрантис, Парана), более известный как Ни́лмар — бразильский футболист, нападающий.

## Биография
Нилмар является воспитанником футбольной школы «Интернасьонала» из Порту-Алегри. Выступая за первую команду в 2002—2004 годах, нападающий в 42 матчах забил 37 мячей, чем привлёк к себе внимание со стороны французского «Лиона». В первом же матче за этот клуб против «Ренна» Нилмар забил 2 мяча, выйдя на замену. Больше в чемпионате Франции сезона 2004/05 бразилец забить не смог и был отдан в аренду «Коринтиансу». Возвращение на родину благотворно повлияло на результативность Нилмара. По итогам 2005 года, в котором «Коринтианс» стал чемпионом Бразилии в острой конкуренции с бывшим клубом игрока, «Интернасьоналом», Нилмар вошёл в число лучших игроков турнира, а его связка с Карлосом Тевесом (лучшим игроком Южной Америки на тот момент) была одной из сильнейших атакующих линий в мировом футболе.
В 2006 году Нилмар стал лучшим бомбардиром чемпионата штата Сан-Паулу, но в Кубке Либертадорес «Коринтианс» выступил неудачно, в очередной раз не сумев выиграть главный трофей Южной Америки. Команда стала испытывать финансовые проблемы — ещё за год до того бюджет клуба превышал 100 млн евро, но с уходом инвесторов во главе с Киа Джарубчианом, бюджет стал стремительно сокращаться.
В 2007 году команда стала бороться за выживание и кандидат в сборную Бразилии Нилмар принял решение вернуться в родной «Интернасьонал», тем более, что в «Коринтиансе» ему, как и другим игрокам, перестали выплачивать зарплату (долг составил 2 млн евро). По решению суда контракт с «чёрно-белыми» был расторгнут, а «Коринтианс» обязали выплатить «Лиону» всё ещё не перечисленные с 2005 года 8 млн евро. В результате вторая по популярности команда Бразилии вылетела в Серию B, а Нилмар вновь дебютировал в составе «Интернасьонала» 4 ноября 2007 в победном матче против «Васко да Гама» (2:1).
В 2008 году клубный чемпион мира 2006 года «Интернасьонал» был приглашён для участия в представительном международном турнире Кубок Дубая. В финальном матче против чемпиона Италии «Интернационале» Нилмар эффектным ударом через себя («ножницами», «бисиклетой») забил гол и принёс победу своей команде.
В декабре 2008 года Нилмар помог своему клубу впервые в истории бразильского футбола завоевать Южноамериканский кубок. За нарушение против Нилмара в первом финальном матче в Ла-Плате против местного «Эстудиантеса» был назначен пенальти, реализованный Алексом. Матч закончился со счётом 0:1 в пользу «Интера». Во второй игре аргентинский клуб сумел повторить счёт первого финала, было назначено дополнительное время и гол, забитый Нилмаром на 113-й минуте, позволил «Интеру» счёт сравнять. Таким образом, по сумме двух встреч успех праздновали «Колорадос». Нилмар занял по итогам 2008 года в опресе за звание лучшего футболиста Южной Америки 8-е место.
В июле 2009 года Нилмар подписал пятилетний контракт с клубом испанской Примеры «Вильярреал».
В декабре 2010 года Нилмар получил серьёзную травму правого колена.
В 2012 году Нилмар переехал в Катар. В конце 2014 — первой половине 2015 года вновь выступал за родной «Интер», но в середине 2015 года вернулся на Ближний Восток, на этот раз подписав контракт с клубом из ОАЭ. Успешно отыграв сезон, Нилмар в мае 2016 года получил тяжёлую травму, которая вывела нападающего из строя более чем на год. В июле 2017 года стало известно о том, что Нилмар подписал контракт с «Сантосом» до декабря 2018 года. Официальное представление новичка состоится 10 июля.

## Достижения

### Командные
Интернасьонал
- Чемпион Лиги Гаушу: 2003, 2004, 2008
- Обладатель Южноамериканского кубка: 2008
- Обладатель Кубка Дубая: 2008

Олимпик Лион
- Чемпион Франции: 2004/2005
- Обладатель Суперкубка Франции: 2005

Коринтианс
- Чемпион Бразилии: 2005

Эр-Райян
- Обладатель Кубка Катара 2013

Сборная Бразилии
- Победитель молодёжного чемпионата мира: 2003

### Личные
- Лучший бомбардир Лиги Паулиста (первенства штата Сан-Паулу): 2006